# Цуканов, Андрей Николаевич
Андре́й Никола́евич Цука́нов (род. 15 апреля 1977) — российский футболист, полузащитник.

## Карьера
Воспитанник СДЮШОР московского «Торпедо». Первый тренер — И.В. Евтушевский. В 1994—1997 годах выступал за дубль «Торпедо»/«Торпедо-Лужники» в Третьей лиге, где провёл 139 матчей, забил 3 мяча. Дебютировал в чемпионате России за «Торпедо-Лужники» 8 мая 1996 года в матче против «Лады» (2:0), заменив на 84-й минуте Вячеслава Камольцева. В 1998 году подписал контракт с «Тюменью». В 1999—2003 годах защищал цвета щёлковского «Спартака», где провёл 156 матчей, забил 3 мяча. Профессиональную карьеру завершил в 2004 году в «Содовике».

## Достижения
- Серебряный призёр зоны «Запад» Второго дивизиона: 1999
- Бронзовый призёр зоны «Запад» Второго дивизиона: 2000